# Acontia olivacea
Acontia olivacea är en fjärilsart som beskrevs av George Francis Hampson 1891. Acontia olivacea ingår i släktet Acontia och familjen nattflyn. Inga underarter finns listade i Catalogue of Life.